# 麒麟座V569
麒麟座V569，又名BD-10 1862，HD 53755、SAO 152363、HR 2670，是麒麟座的一颗恒星，视星等为6.49，位于銀經224.05，銀緯-1.69，其B1900.0坐标为赤經7h 1m 6.3s，赤緯-10° -1.69′ 29″。